# Rechenbuch des Filippo Calandri

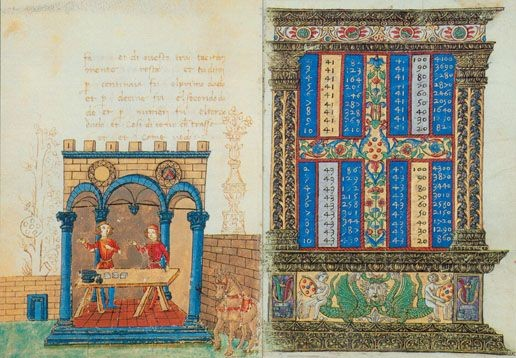
Trattato di aritmetica. Doppelseite aus dem Codex

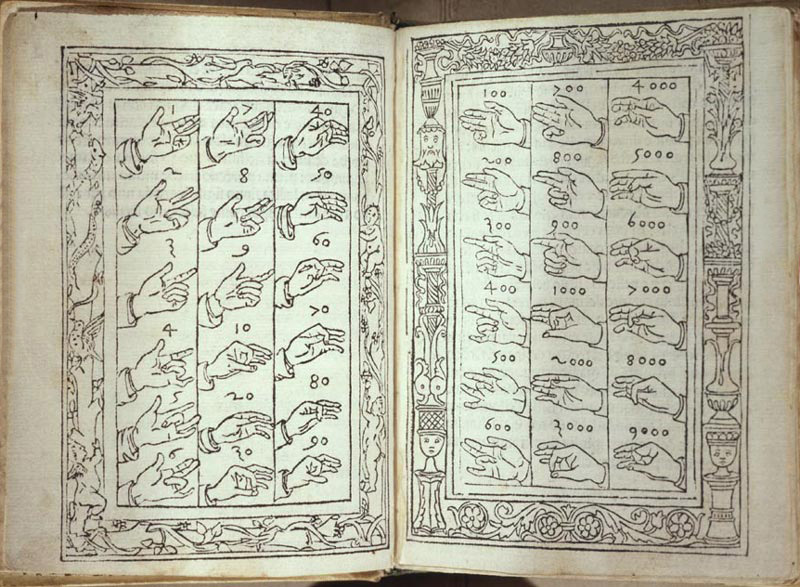
Filippo Calandri: Trattato di arithmetica, gedruckt in Florenz von Lorenzo Morgiani und Johannes Petri, 1. Januar 1492

Das Rechenbuch des Filippo Calandri (Originaltitel: Trattato di aritmetica) ist ein Rechenbuch für Kaufleute, das 1492 gedruckt erschien. Ein auf Pergament handgeschriebener und reich bebilderter Codex  dieses Rechenbuchs wird heute in der Biblioteca Riccardiana in Florenz aufbewahrt.
Der Florentiner Mathematiker Filippo (Maria) Calandri (* 7. Januar 1468 in Florenz; † 13. April 1518 in Rom) war Sohn des Mathematikers Calandro di Piero Calandri (* 1419 in Florenz; † 18. März 1468 in Florenz) und Bruder des Mathematikers und Buchmalers Pier Maria Calandri (* 6. März 1457 in Florenz; † 7. Februar 1508 in Florenz).

## Das Werk
Der Trattato entstand als Auftragswerk für Lorenzo il Magnifico, der seinen Sohn Giovanni im Handel und besonders im Bankwesen, das die Medici in Florenz und weit über dessen Mauern hinaus betrieben, ausbilden lassen wollte. Giovanni wurde später Papst Leo X.
Die Handschrift der Biblioteca Riccardiana (Ricc. 2669) besteht aus 122 Blättern; seine zahlreichen Miniaturen und der Schmuck stammen aus der Werkstatt von Giovanni Boccardo, genannt Boccardino Vècchio (1460–1529), einem italienischen Illuminator, der später auch für Papst Leo X. tätig war.
Die Handschrift nennt keinen Verfasser. Ihre Zuschreibung erfolgte nach der Inkunabel, die in Florenz von Lorenzo Morgiani und Johannes Petri gedruckt wurde und mit dem 1. Januar 1492 datiert ist. Der Druck stimmt mit der Handschrift insbesondere in den etwa 30 Aufgaben des Abschnitts über Geometrie überein und enthält ansonsten mehr Themen und mehr Aufgaben als die Handschrift. Die Handschrift verweist mit zahlreichen Symbolen auf das Haus Medici, aber nicht mit einer expliziten Widmung. Der Druck ist Giuliano di Lorenzo de’ Medici gewidmet.

## Ausgaben
- Filippo Calandri: Aritmetica. Secondo la lezione del codice 2669 (secolo XV) della Biblioteca Riccardiana di Firenze. A cura e con introduzione di Gino Arrighi. Cassa di Risparmio, Florenz 1969, 2 Bde.
- Philippi Calandri ad nobilem et studiosu[m] Julianum Laurentii Medice[m] de arimethrica opusculu[m] [oder Trattato di Aritmetica oder Pictagoras Arithmetrice introductor]. Lorenzo de Morgiani, Giovanni Thedesco [Johannes Petri] de Magonza [Mainz], Florenz 1. Januar 1491 (Calculus Florentinus) = 1. Januar 1492 (Jahreszahl nach heutigen Konventionen). Gewidmet Giuliano di Lorenzo de’ Medici. Digitalisat: BEIC. Zweite fast identische Auflage: Bernardo Zucchetta, Florenz 20. Juli 1518. Digitalisat: Bayer. Staatsbibliothek München.